# König von Deutschland (Film)
König von Deutschland ist ein deutscher Kinofilm des Regisseurs und Drehbuchautors David Dietl aus dem Jahr 2013. Die Gesellschaftssatire handelt von Thomas Müller, einem völlig durchschnittlichen Typ, der eines Tages aus der Masse herausbricht und über seine eigenen Grenzen hinauswächst. Der Film feierte seine Weltpremiere am 3. Juli 2013 auf dem Filmfest München und kam am 5. September 2013 in die deutschen Kinos.

## Handlung
Thomas Müller ist der Durchschnittsbewohner Deutschlands wie er im Buche steht: 46 Jahre alt, verheiratet mit Sabine, Vater von Alexander, Angestellter mit Durchschnittsverdienst, wohnt zur Miete, Fan des Fußballclubs seiner Heimatstadt Normsen und von Bayern München. Gern sieht er im Fernsehen die Quizshow „König von Deutschland“. Dort raten Kandidaten, was wohl die Mehrheit der Bundesbürger auf eine Frage antwortet, um Geldgewinne zu erspielen.
Genau diese durchschnittliche Person sucht ein Marktforschungsinstitut. Über eine als Volkszählungsbeauftragte getarnte Mitarbeiterin finden sie heraus, dass Müller in allen abgefragten Kategorien durchschnittlich ist. Um ihn für ihre Umfragen zu gewinnen, wird sein E-Mail-Account übernommen und ein peinliches Bild an seine Arbeitskollegen geschickt. Seine Uneinsichtigkeit, sich für die E-Mail zu entschuldigen, bringt ihm die Kündigung ein. Weil er danach von seiner Frau gedrängt wird – ohne, dass diese von der Kündigung weiß –, endlich den Bauvertrag für ein Eigenheim zu unterzeichnen, möchte er sich von einer Brücke stürzen.
Er wird jedoch vom Marktforschungsleiter Stefan Schmidt gerettet und ermuntert, sich bei seiner Firma „Industries unlimited“ vorzustellen. Dort werden noch letzte Untersuchungen angestellt, die ergeben, dass er tatsächlich unheimlich durchschnittlich ist, womit er eingestellt ist. Ohne zu wissen, was er eigentlich zu tun hat, kommen neue Produkte in den Handel, die seinen Vorstellungen entsprechen und sogar Kurt Knister, der Spitzenkandidat einer fiktiven Partei, ändert seine Wahlkampagne.
Mit der Zeit wird sein Sohn Alexander misstrauisch, weil er herausfindet, dass kürzlich nur in ihrer Wohnung Rauchmelder installiert worden sind, in denen er Kameras vermutet, und weil er beobachtet, dass Thomas ständig von zwei Bewachern in sicherem Abstand verfolgt wird. Beide will er als die Installateure der Rauchmelder identifiziert haben. Nachdem Thomas von Alexander überzeugt wurde und nebenbei erfuhr, dass seine Frau einen Liebhaber hat, ändert er sein Verhalten und wird außergewöhnlich. Er isst vegan, informiert sich über Politik, hört die Musik seines Sohnes und unternimmt mit seiner neuen Freundin Ute Ausflüge. Da er nun selten bei der Arbeit ist und im Zuge seines neuen Lebensgefühls auch sein Handy nicht mehr dabei hat, wird Schmidt misstrauisch. Er verabredet mit Sabine, ihn gefangen zu nehmen. Sie willigt ein, da ihr im Gegenzug ein Haus versprochen wird.
Letztendlich verspricht Thomas wieder zu kooperieren, wenn ihm sein Wunsch erfüllt wird, an der Sendung „König von Deutschland“ teilzunehmen. Aus dieser flieht er mit der Hilfe von Alexander und dessen Freundin Mira, lässt den Wagen von Schmidt die Brücke herunterstürzen und setzt sich mit Ute in die Mongolei ab. Am Rande von Thomas’ Beerdigung wird Schmidt von dessen Auftraggeber gelobt. Obwohl Schmidt meint, ohne Thomas die Wahl nicht gewinnen zu können, wird dieser gebeten, einfach den nächsten Durchschnittstypen zu finden.

## Hintergrund

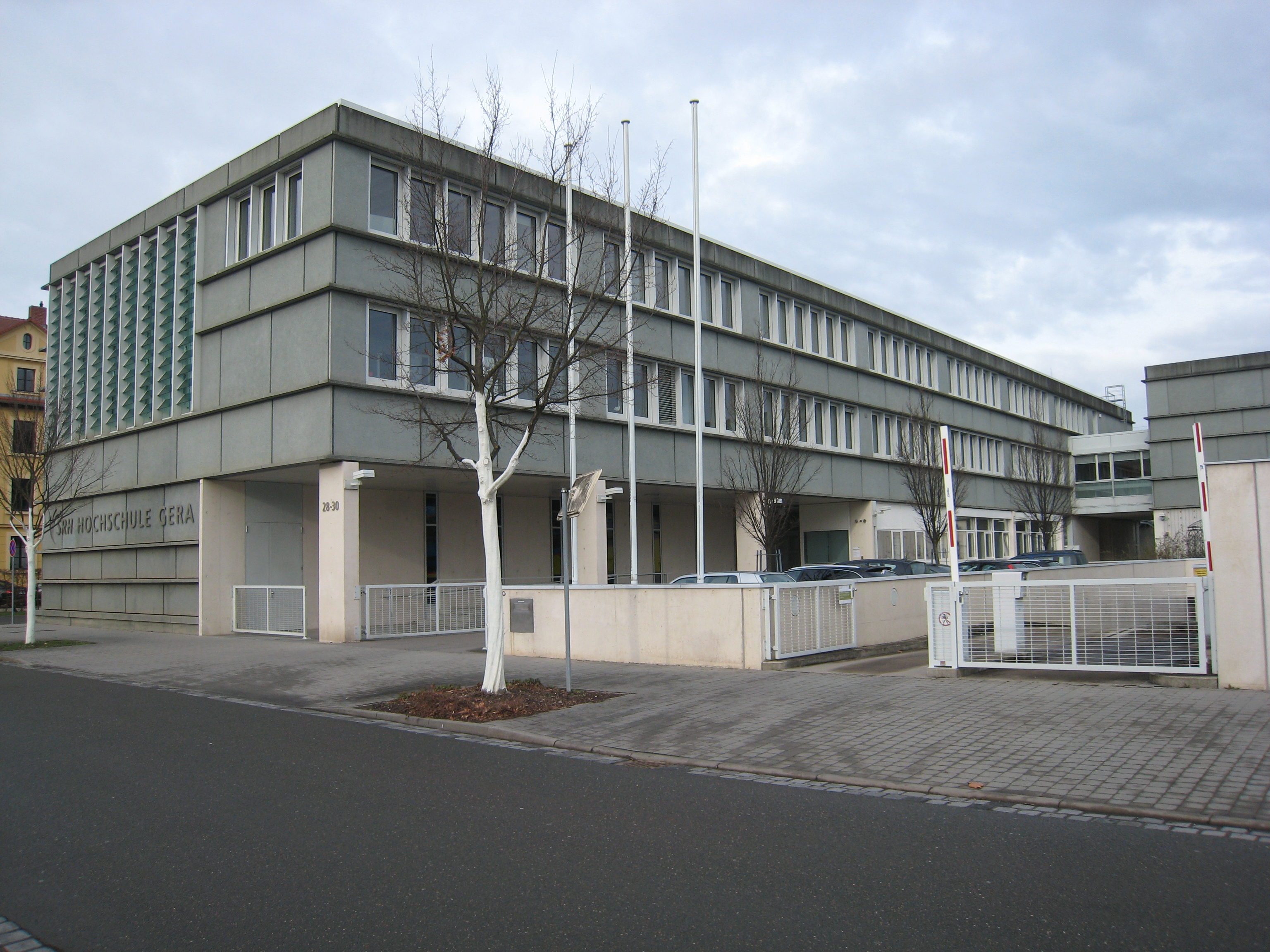
SRH Fachhochschule für Gesundheit Gera: Drehort für den Sitz von „Industries Unlimited“

Der von Frisbeefilms in Koproduktion mit dem Kleinen Fernsehspiel des ZDF, Kaissar Film, der Deutschen Film- und Fernsehakademie Berlin und Arte umgesetzte Film wurde in Gera, Erfurt und Umgebung gedreht. Die Wohnung der Müllers entstand im STUDIOPARK KinderMedienZentrum, das Baugrundstück liegt in Hannover-Misburg und ist mittlerweile mit Reihenhäusern bebaut. Gefördert wurde der Film von der Mitteldeutschen Medienförderung, der Filmförderungsanstalt, dem Medienboard Berlin-Brandenburg, dem Nordmedia-Fonds und dem Deutschen Filmförderfonds. In der Hauptrolle ist Olli Dittrich zu sehen. Veronica Ferres, Wanja Mues, Katrin Bauerfeind, Jonas Nay, Jella Haase und Stephan Grossmann besetzen weitere Rollen.

## Rezeption
Der Film erhielt von der Deutschen Film- und Medienbewertung (FBW) das Prädikat „wertvoll“. In der Jurybegründung heißt es, der Film behandle „als Satire genau die Themen, die immer und immer wieder aktuell sind, doch selten so politisch brisant waren“. Das Verdienst des Films sei es, dass er „seine Figuren ernst nimmt und sie nicht unerträglich überinszeniert“. Kritisiert wurde jedoch die Tatsache, dass „der Film in der persönlichen Wunscherfüllung und nicht im politischen Aufbegehren endet“. Es erscheine jedoch folgerichtig, dass „der Durchschnittsdeutsche nicht plötzlich über seinen Schatten springt“. Deutschlandradio Kultur sah „unterhaltsame Gedanken und Figuren“ mit „überschaubarer, deutlicher, aber stets kitzliger Breitseite“. Dabei wurde insbesondere die schauspielerische Leistung von Olli Dittrich hervorgehoben, der hier in seine Paradefigur eintauche, „in den gewöhnlichen, ‚lieblichen‘ Deutschtümler, ohne diesen lächerlich zu machen, zu denunzieren“.
Der film-dienst bezeichnete den Film als „kabarettistische Komödie, die vor den Abgründen ihres Themas zurückschreckt“. Der Film stoße eine Vielzahl von Diskursen an, ohne sie weiter zu verfolgen. Kritisiert wurde das Fehlen „schrillerer Töne, die aus dem brisanten Stoff mehr als nur launige Unterhaltung gemacht hätten“. Ähnlich sah es Die Zeit, die den Film als „nicht mal mittelmäßig“ einschätzte. Die Geschichte hätte „nichts Überraschendes, an keiner Stelle, keine Gags, keine Spannung“. Die Filmzeitschrift Cinema fand die Idee des Films „gut, die Umsetzung weniger gelungen“. Vor allem in der zweiten Hälfte des Films fehle dem Witz „die satirische Schärfe“.